# Moritz Jahn
Pour les articles homonymes, voir Jahn.
 (juillet 2021).
La mise en forme du texte ne suit pas les recommandations de Wikipédia : il faut le « wikifier ».
Les points d'amélioration suivants sont les cas les plus fréquents :
- Les titres sont pré-formatés par le logiciel. Ils ne sont ni en capitales, ni en gras.
- Le texte ne doit pas être écrit en capitales (les noms de famille non plus), ni en gras, ni en italique, ni en « petit »…
- Le gras n'est utilisé que pour surligner le titre de l'article dans l'introduction, une seule fois.
- L'italique est rarement utilisé : mots en langue étrangère, titres d'œuvres, noms de bateaux, etc.
- Les citations ne sont pas en italique mais en corps de texte normal. Elles sont entourées par des guillemets français : « et ».
- Les listes à puces sont à éviter, des paragraphes rédigés étant largement préférés. Les tableaux sont à réserver à la présentation de données structurées (résultats, etc.).
- Les appels de note de bas de page (petits chiffres en exposant, introduits par l'outil «  Source ») sont à placer entre la fin de phrase et le point final[comme ça].
- Les liens internes (vers d'autres articles de Wikipédia) sont à choisir avec parcimonie. Créez des liens vers des articles approfondissant le sujet. Les termes génériques sans rapport avec le sujet sont à éviter, ainsi que les répétitions de liens vers un même terme.
- Les liens externes sont à placer uniquement dans une section « Liens externes », à la fin de l'article. Ces liens sont à choisir avec parcimonie suivant les règles définies. Si un lien sert de source à l'article, son insertion dans le texte est à faire par les notes de bas de page.
- La présentation des références doit suivre les conventions bibliographiques. Il est recommandé d'utiliser les modèles {{Ouvrage}}, {{Chapitre}}, {{Article}}, {{Lien web}} et/ou {{Bibliographie}}. Le mode d'édition visuel peut mettre en forme automatiquement les références.
- Insérer une infobox (cadre d'informations à droite) n'est pas obligatoire pour parachever la mise en page.

Pour une aide détaillée, merci de consulter Aide:Wikification.
Si vous pensez que ces points ont été résolus, vous pouvez retirer ce bandeau et améliorer la mise en forme d'un autre article.
Moritz Jahn (né le 17 avril 1995 en tant que Moritz Glaser) est un acteur et musicien allemand. Il est connu notamment pour avoir tenu le rôle de Magnus Nielsen dans la série Netflix Dark.

## Carrière

### Acteur
Moritz Jahn est devenu connu en tant que "Karol" dans l'émission pour enfants Die Pfefferkörner, dans laquelle il était l'acteur principal de 2007 à 2009. Il a obtenu son premier rôle principal en 2010 dans le téléfilm ZDF en deux parties Prinz und Bottel. Moritz Jahn a tenu le double rôle de Calvin et Kevin. En 2011, il a joué dans Der Himmel hat vier Ecken, dans lequel il incarnait son premier rôle théâtral. Il a été nommé au Festival Max-Ophüls pour sa performance en 2016 dans Offline - Das Leben ist kein Bonuslevel. En 2017, il a été vu dans Bettys Diagnose avec un rôle secondaire, jouant un adolescent de 17 ans ayant des problèmes de santé. La même année, il est apparu dans la série Dark en tant que Magnus Nielsen, le fils rebelle de Ulrich Nielsen (joué par Oliver Masucci).
En 2019, Moritz Jahn a fait parie du jury du Bundesfestival Junger Film à Sankt Ingbert aux côtés du réalisateur Andreas Dresen et de l'actrice Lucie Hollmann.

### Musicien
Moritz Jahn est musicien depuis 2018. Son groupe, connu sous le nom de Moritz Jahn & Frische Luft, se compose de lui-même au chant et à la guitare; Robert Koehler (basse, accordéon et chant); Sebastian Scheipers (guitare, chant); Jannis Heron (batterie); et Henning von Hertel (guitare, mandoline). Ils ont sorti leur premier EP, Love, Hate & the Mistakes of a Lifetime, en 2019. Il a été suivi d'un deuxième, Rascals, en 2020. Leur dernier single, "Emerald Beauty", est sorti en décembre 2020.

## Filmographie

### Télévision
- 2007-2008 : Die Pfefferkörner : Karol Adamek
- 2016 : Morgen hör ich auf : Vincent Lehmann
- 2017 : Bettys Diagnose : Florian
- 2017-2020 : Tatort : Jonas Holdt / Lennart Billstein
- 2017-2020 : Dark : Magnus Nielsen

### Cinéma
- 2010 : Prinz und Bottel
- 2011 : Der Himmel hat vier Ecken
- 2011 : Inga Lindström - Die Hochzeit meines Mannes
- 2013 : Stiller Abschied
- 2014 : Die Schneekönigin : Prince
- 2016 : Offline - Das Leben ist hein Bonuslevel : Jan
- 2017 : Tod im Internat : Paul
- 2018 : Kommissarin Heller: Vorsehung : Bastian Krämer
- 2019 : Get Lucky - Sex verändert alles : Mats

## Discographie

### EPs
- Love, Hate & the Mistakes of a Lifetime (2019)
- Rascals (2020)

### Singles
- "Ghost" (2020)
- "Back to the Roots" (2019)
- "Love, Hate & the Mistakes of a Lifetime" (2019)
- "Part of the World" (2019)
- "Time" (2019)
- "Goliath – Live Session" (2019)
- "Emerald Beauty" (2020)